# بوردا دا ماتا
بوردا دا ماتا (به پرتغالی: Borda da Mata) یک منطقهٔ مسکونی در برزیل است که در میناز ژرایس واقع شده‌است. بوردا دا ماتا ۳۰۱٬۱۰۸ کیلومتر مربع مساحت و ۱۹٬۶۱۴ نفر جمعیت دارد و ۸۰۳ متر بالاتر از سطح دریا واقع شده‌است.